# Myrmica yani
Myrmica yani (лат.) — вид мелких муравьёв рода Myrmica (подсемейство мирмицины). Китай.

## Распространение
Южная Азия: Китай, провинция Гуйчжоу, Fanjingshan Nature Reserve.

## Описание
Мелкие желтовато-коричневые муравьи длиной около 5 мм с длинными шипиками заднегруди. Тело с отстоящими волосками. Голова овальная, вытянутая, длина головы от 1,48 до 1,52 мм; ширина головы от 1,17 до 1,23 мм. Скапус усика рабочих изогнут у основания, но без зубца или лопасти на изгибе. Скапус длинный (длина от 1,38 до 1,43 мм), он достигает и превосходит затылочный край головы. Стебелёк между грудкой и брюшком состоит из двух члеников: петиолюса и постпетиолюса (последний четко отделен от брюшка), жало развито, куколки голые (без кокона). Брюшко гладкое и блестящее. Муравейники обнаружены в мёртвой древесине в смешанном лесу. Особенности биологии не исследованы.

## Систематика
Близок к видам из группы Myrmica pachei-group по форме основания усика рабочих и другим признакам. Сходен с такими видами как M. pachei, M. inezae и M. villosa. Вид был впервые описан в 2016 году китайскими энтомологами и Ж. Ченом (Zhilin Chen; Guangxi Key Laboratory of Rare and Endangered Animal Ecology, Guangxi Normal University, Гуйлинь, Гуанси), Ш. Жоу (Shanyi Zhou; College of Life Sciences, Guangxi Normal University) и Ж. Хуангом (Jianhua Huang; College of Forestry, Central South University of Forestry and Technology, Чанша, Хунань, Китай). Название вида M. yani дано в честь известного китайского художника Янь Чжэньцина (кит. трад. 顏真卿, упр. 颜真卿, пиньинь Yán Zhēnqīng, 709—785) из времён правления династии Тан.